# خوسه اسکار فلورس
خوسه اسکار فلورس (انگلیسی: José Oscar Flores؛ زادهٔ ۱۶ مهٔ ۱۹۷۱) بازیکن فوتبال اهل آرژانتین است. از باشگاه‌هایی که در آن بازی کرده‌است می‌توان به اتلتیکو ایندپندینته، لاس پالماس، دپورتیوو لاکرونیا، باشگاه فوتبال لین، ولز سارسفیلد، رئال مایورکا و رئال وایادولید اشاره کرد. وی همچنین در تیم ملی فوتبال آرژانتین بازی کرده است.